# Glossodoris cincta
Glossodoris à liseré bleu
Espèce
Synonymes
- Casella cincta Bergh, 1888 (nom originel)
- Casella foxi O'Donoghue, 1929

Glossodoris cincta est une espèce de nudibranches du genre Glossodoris.

## Description
Cette espèce peut mesurer plus de 6 cm,. 
Le corps de cet animal comporte deux parties distinctes, le pied et le manteau, même si la jupe de ce dernier est réduite.
Le dessus du manteau est de teinte dominante brun-orangé, plus ou moins intense selon l'individu et la région d'observation, mouchetée d'une multitude de petits points blancs.
La bordure de la jupe est très plissée et marquée par plusieurs bandes périphériques, le nombre et la couleur de ces bandes varient également en fonction de la région d'observation. Il peut donc y avoir deux bandes, une jaune moutarde plus ou moins intense, puis sur le bord une bande bleu foncé à bleu turquoise avec possibilité d'un fin liseré blanc. S'il y a trois bandes, la configuration est la suivante en partant de l'intérieur, une bande blanche, une bande jaune moutarde et une bande bleue.
Le pied est étiré et d'une teinte plus claire que le manteau avec également un liseré bi-bandes ou tri-bandes à sa base.
Les rhinophores lamellés et le panache branchial sont de teinte similaire au corps en plus foncé et ils sont rétractiles.

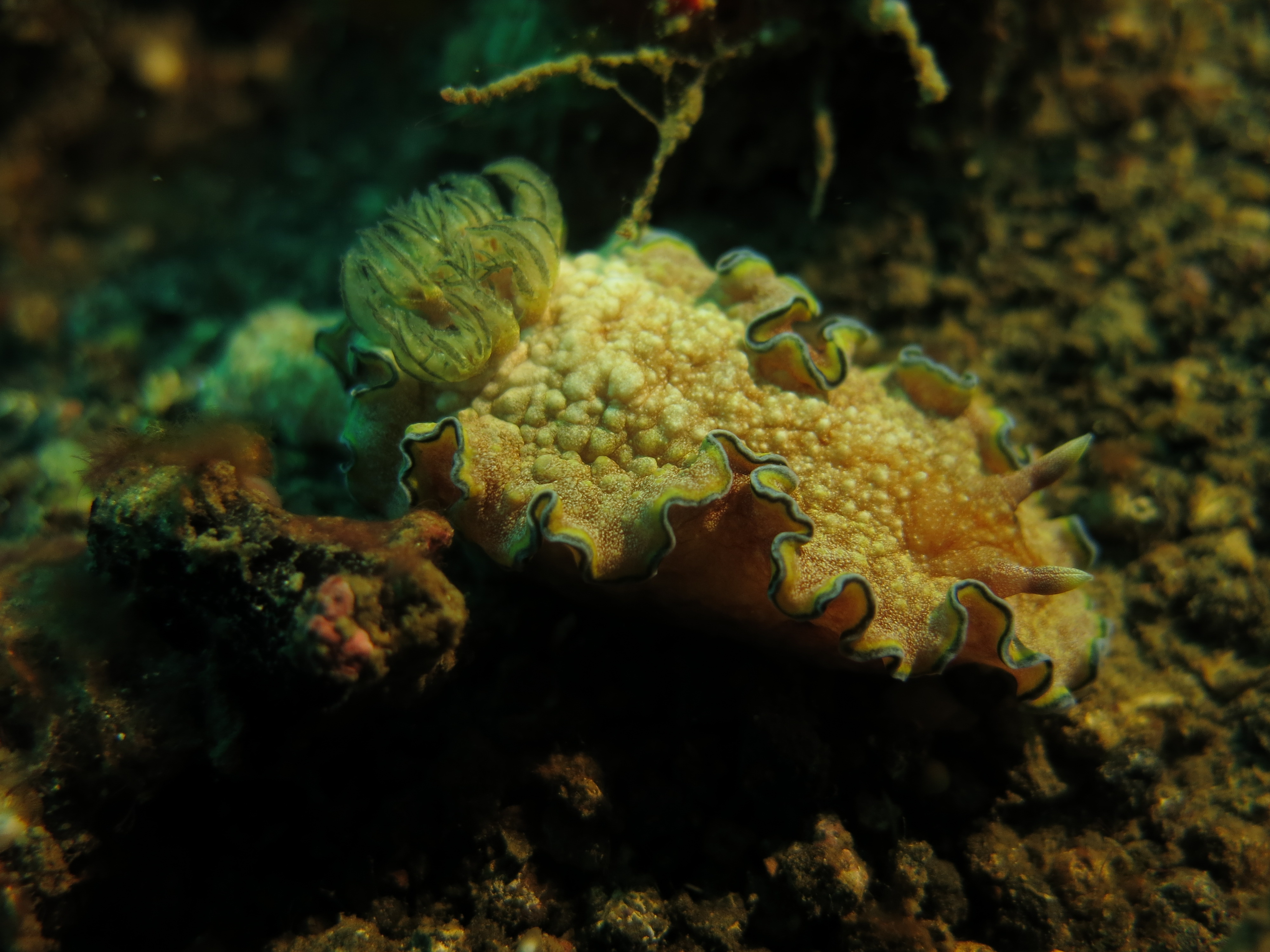
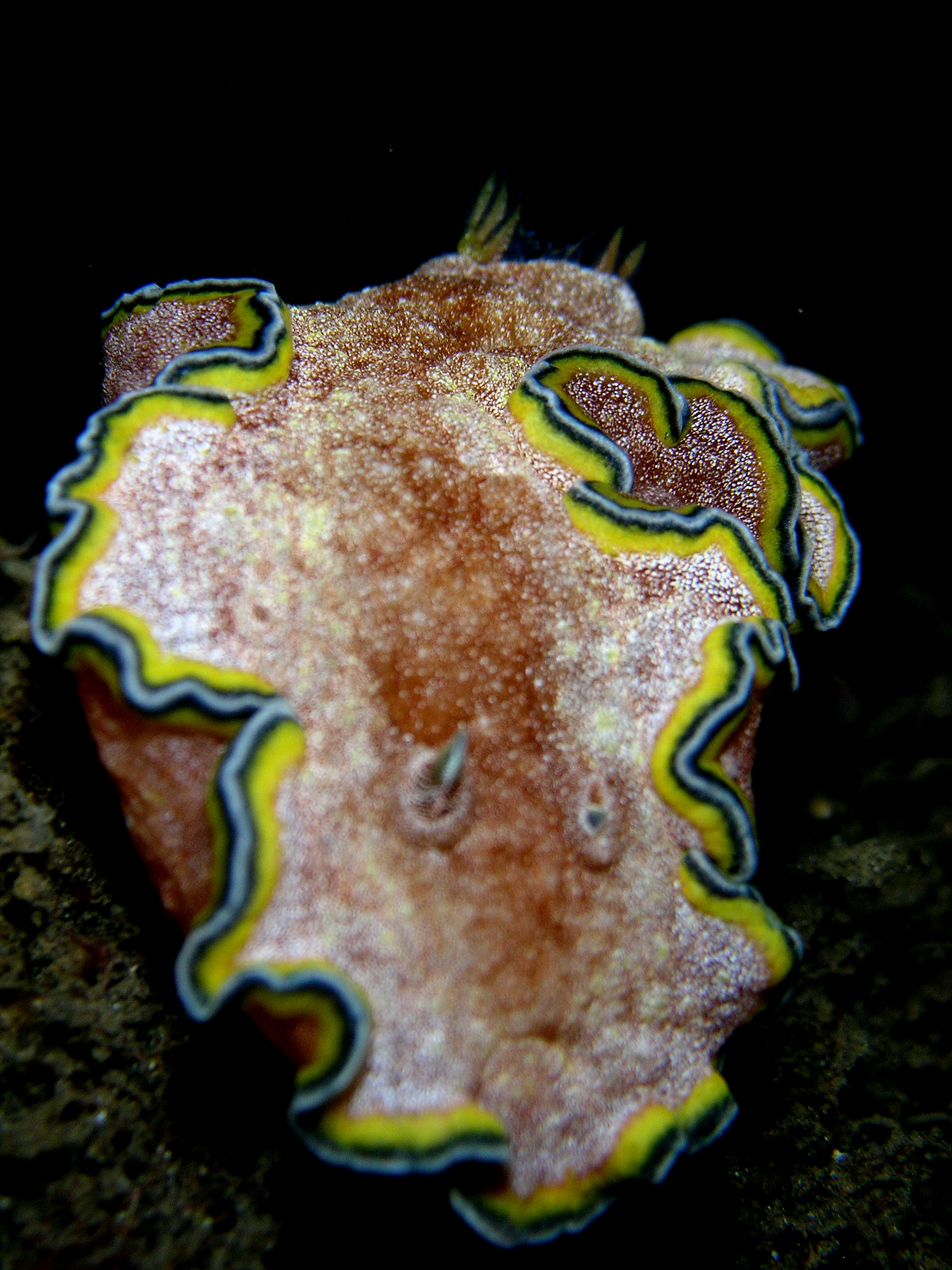

## Distribution et habitat
Ce glossodoris se rencontre dans les eaux tropicales de l'Indo-Ouest Pacifique soit des côtes orientales de l'Afrique aux îles Fidji en incluant la mer Rouge.
Son habitat correspond à la zone récifale externe, sur les sommets ou sur les pentes jusqu'à la zone des 20 m de profondeur.

## Biologie
Ce glossodoris est benthique et diurne, se déplace à vue sans crainte d'être pris pour une proie de par la présence de glandes défensives réparties dans les tissus du corps. Glossodoris cincta se nourrit principalement d'éponges.